# São Vicente (Chaves)
São Vicente da Raia é uma povoação portuguesa sede da Freguesia de São Vicente do Município de Chaves, freguesia com 31,26 km² de área e 185 habitantes (censo de 2021), tendo, por isso, uma densidade populacional de 5,9 hab./km².

## História
Integrou  o concelho de Monforte de Rio Livre, até à sua extinção em 31 de Dezembro de 1853; nessa data, passou para o concelho de Valpaços e, em 24 de Outubro de 1855, foi anexada ao concelho (atual município) de Chaves. É composta pelos lugares de Aveleda, Orjais, São Vicente e Segirei. O seu orago é a Nossa Senhora da Natividade.
Registos de batismos, casamentos, óbitos, testamentos, inventário de bens e licenças de casamento, referentes às aldeias de Aveleda, Orjais, São Vicente e Segirei, podem ser consultados no Arquivo Distrital de Vila Real - Paróquia de São Vicente.
Em Segirei, a paróquia de São Gonçalo, datada de 1790 (séc. XVIII), sofreu recentemente intervenções ao nível estrutural, nomeadamente no telhado, que se encontrava degradado, pintura exterior do edifício e substituição do forro do teto interior. A referida aldeia ainda possui muitas casas construídas com pedras de xisto. Em Agosto, a aldeia enche-se de alegria, pois é realizada anualmente a festa em honra de São Gonçalo no dia 20/08. Entre os atrativos de Segirei, encontramos a Praia Fluvial, o Rio Mente, muitas paisagens de tirar o fôlego e um povo muito acolhedor e hospitaleiro.

## Demografia
A população registada nos censos foi:
| Distribuição da População por Grupos Etários | Distribuição da População por Grupos Etários | Distribuição da População por Grupos Etários | Distribuição da População por Grupos Etários | Distribuição da População por Grupos Etários |
| -------------------------------------------- | -------------------------------------------- | -------------------------------------------- | -------------------------------------------- | -------------------------------------------- |
| Ano                                          | 0-14 Anos                                    | 15-24 Anos                                   | 25-64 Anos                                   | > 65 Anos                                    |
| 2001                                         | 28                                           | 33                                           | 143                                          | 109                                          |
| 2011                                         | 7                                            | 15                                           | 90                                           | 115                                          |
| 2021                                         | 5                                            | 2                                            | 57                                           | 121                                          |

## Património
- Igreja Matriz de São Vicente
- Capela de Santa Luzia, em Orjais
- Capela de São Tomé, em Aveleda
- Capela de São Gonçalo, em Segirei
- Capela de Nossa Senhora do Rosário
- Praia Fluvial de Segirei